# Villa La Collina

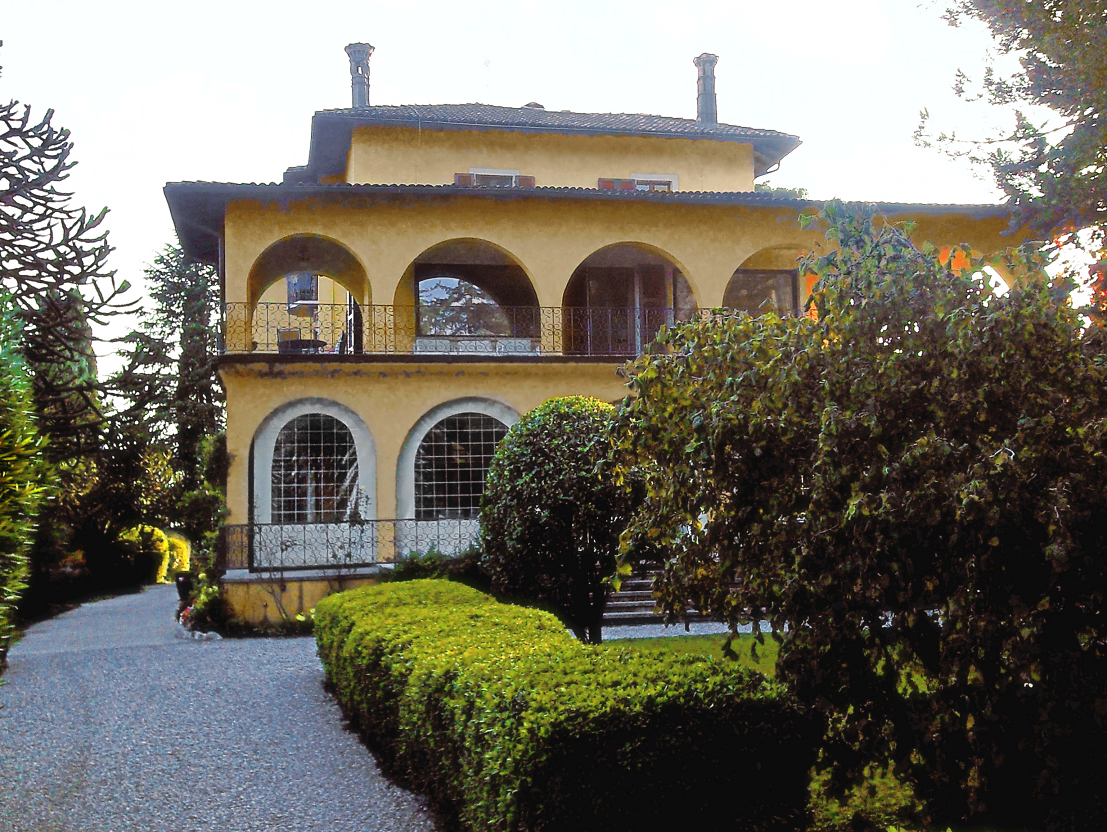
Die Villa La Collina (2012)

Die Villa La Collina (deutsch „Villa Hügel“) ist ein historisches Villengebäude im Ortsteil Cadenabbia der Gemeinde Griante am Westufer des Comer Sees in Italien. Sie wurde bekannt als Urlaubsdomizil Konrad Adenauers, des ersten Bundeskanzlers der Bundesrepublik Deutschland, der dort von Ende der 1950er Jahre bis Mitte der 1960er Jahre viele seiner Sommerurlaube verbrachte.
Die Villa mit ihrem 2,7 Hektar großen Park wird seit 1977 von der Konrad-Adenauer-Stiftung (KAS) als internationale Begegnungsstätte genutzt. Sie wurde 1990 um die Accademia Konrad Adenauer erweitert und dient inzwischen auch als Tagungsort für Gastveranstaltungen sowie als Hotel.
2004 wurde die Villa La Collina durch einen Bundestagsausschuss als Erinnerungsstätte von nationaler Bedeutung klassifiziert und ist seither die einzige Erinnerungsstätte außerhalb des deutschen Hoheitsgebietes.

## Architektur, Landschaft und Geschichte

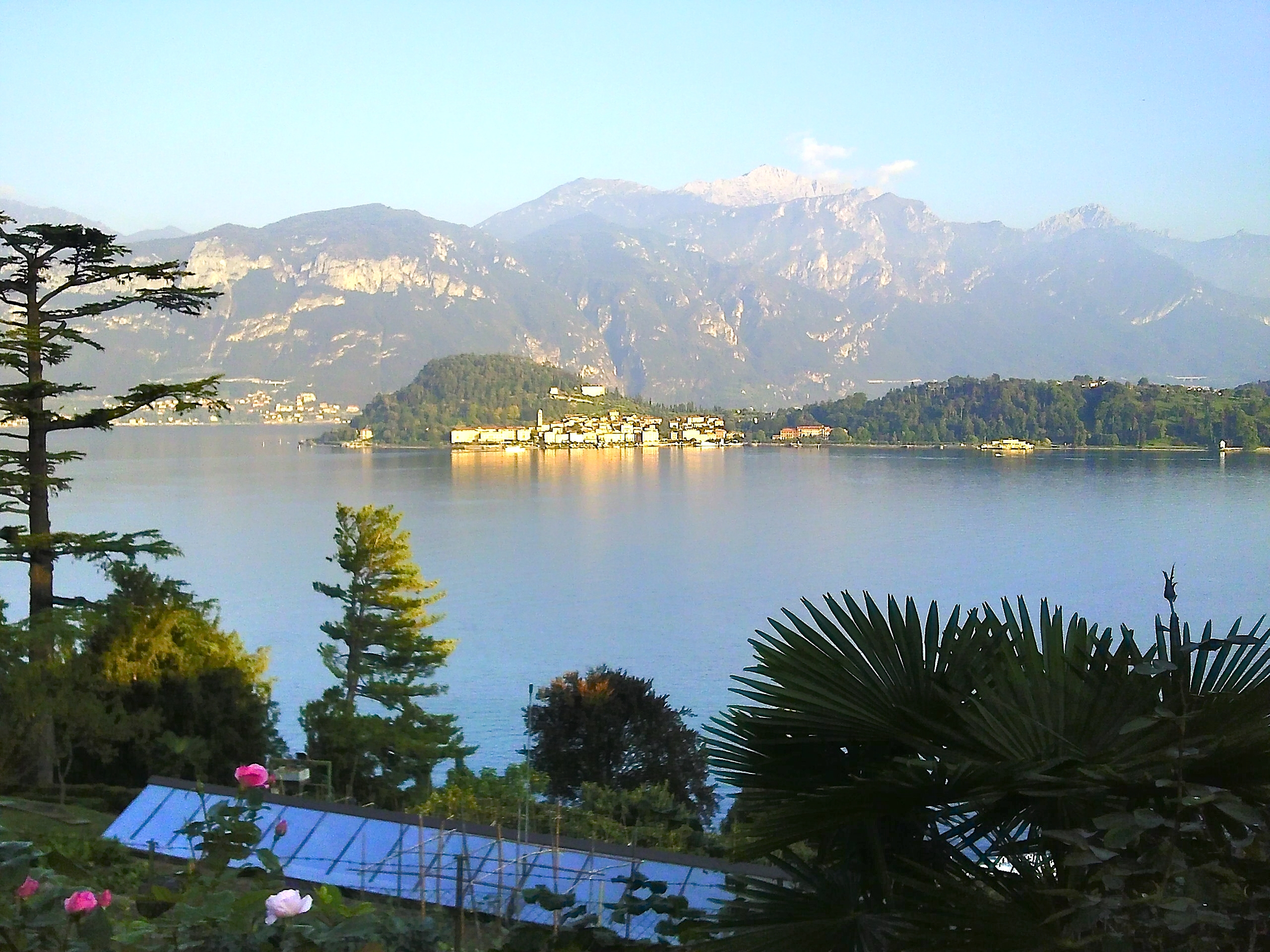
Blick auf den Comer See und den Ort Bellagio von der Villa La Collina aus

Das 1899 vom Mailänder Hotelier Emanuele Suardi erbaute Villengebäude befindet sich hoch oberhalb des Dorfes Cadenabbia, was auch den Namen „Villa Hügel“ erklärt. Die direkt am Comer See liegende Ortschaft Cadenabbia gehört zur Gemeinde Griante und stellt deren touristisches Zentrum dar. Der die Villa umgebende Park grenzt unmittelbar an die Villa Arminio, in der Konrad Adenauer im Jahr 1957 – bei einem seiner ersten Urlaubsaufenthalte in Cadenabbia – zu Gast war.
Nachdem das Anwesen in den Besitz der französischen Adelsfamilie Gallifet gelangt war, wurde die Villa ab Ende der 50er Jahre nicht mehr als private Urlaubsresidenz genutzt. Sie war weitgehend unmöbliert, als Adenauer sie 1959 erstmals besuchte. Nach Adenauers Tod 1967 wurde die – mittlerweile stark heruntergekommene – Villa von einem deutschen Bauunternehmer gekauft, nachdem die KAS den Erwerb abgelehnt hatte. Dessen Pläne, das Parkgelände mit Wohnungen zu bebauen, scheiterten an der Gemeinde Griante, die dafür die Baugenehmigung versagte. So wurde die Villa erneut zum Kauf angeboten und 1977 von der KAS erworben.
Um den Betrieb des Areals als modernes Tagungszentrum zu ermöglichen, errichtete die KAS im Jahr 1990 unterhalb der Villa auf dem Parkgelände ein Gäste- und Wirtschaftsgebäude, die Accademia Konrad Adenauer. Außerdem wurde die Villa umgebaut und modernisiert. Gegenwärtig (2015) bietet die Anlage für Tagungen, Familienfeiern oder Hotelgäste Veranstaltungs- und Unterbringungsmöglichkeiten für bis zu 60 Personen in 34 Zimmern, davon befinden sich 22 Zimmer im Neubau. Die Villa verfügt neben 12 Gästezimmern über Esszimmer, Kamine, Bibliothek und eine Terrasse mit Seeblick. Außerdem stehen den Tagungs- oder Urlaubsgästen ein Restaurant mit überdachter Terrasse, ein Konferenzraum mit Simultandolmetscheranlage, zwei Boccia-Bahnen, ein Gartenschwimmbad sowie die 27.000 Quadratmeter große Parkanlage zur Verfügung.
Das Gelände wurde in den 1990er Jahren als Landschaftsschutzzone ausgewiesen, was weitere Neubauten und Erweiterungen unmöglich macht.

## Konrad Adenauers Verbindung zur Villa

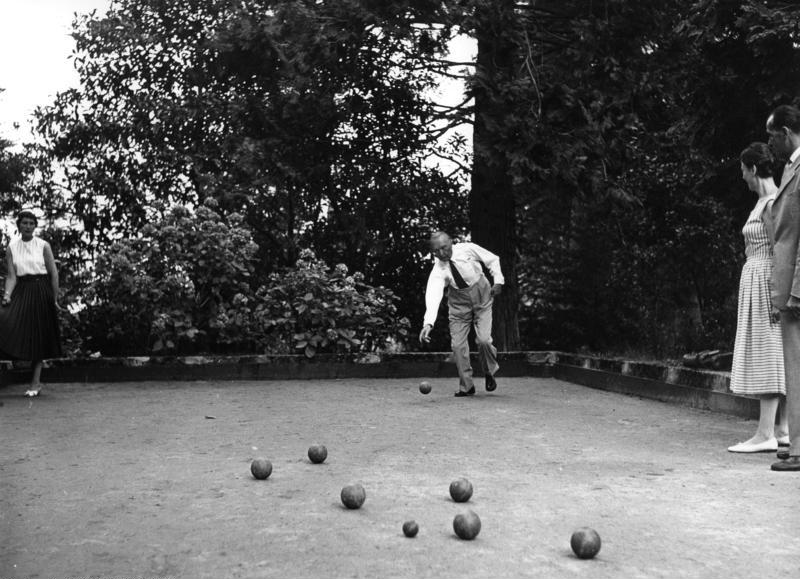
Konrad Adenauer beim Bocciaspiel in Cadenabbia 1958

Auf Empfehlung von Heinrich von Brentano, der von 1955 bis 1961 Außenminister unter Adenauer war und der familiäre Wurzeln im italienischen Tremezzo hatte, besuchte Adenauer erstmals im Frühjahr 1957 die Gegend. Nach Urlaubsaufenthalten in Cadenabbia in der Villa Rosa und der Villa Arminio bezog Adenauer in seinem Sommerurlaub 1959 von August bis September erstmals die Villa La Collina. Insgesamt 18-mal hielt sich der ehemalige Bundeskanzler in dem kleinen italienischen Dorf auf und verweilte bis zu seinem Tod im Jahr 1967 teilweise zweimal jährlich in der Villa La Collina, zuletzt im Sommer 1966.
Adenauers Altkanzler-Porträts von Graham Sutherland und Oskar Kokoschka wurden beide in der Villa La Collina angefertigt.

## Villa La Collina (s.r.l.) und Kontroversen
Die Villa wurde im Jahr 1977 durch die KAS von einem deutschen Bauunternehmer erworben und wird inzwischen als s.r.l. betrieben, was einer deutschen GmbH nahekommt. In den 1990er Jahren wurden 8,3 Millionen DM Bundesmittel als Förderung zugeteilt, wovon 5 Mio. DM auf den Bau der Tagungsstätte und 3,3 Mio. DM auf den Umbau der Villa entfielen. Die Anlage ließ sich jedoch als reine Bildungsstätte nicht wirtschaftlich betreiben, der Aufwand für die Unterhaltung des Anwesens und den Betrieb einschließlich der Personalkosten führte in den Anfangsjahren zu jährlichen Verlusten von 700.000 DM.
Eine Kostendeckung erreichte die KAS erst ab Mitte der 1990er Jahre durch nach eigenen Angaben „Drittveranstaltungen anderer gemeinnütziger Organisationen“ sowie „eher touristische Besuche“. Ab 1998 beanstandete der Bundesrechnungshof diese Praxis und monierte, dass die Villa La Collina überwiegend als „Hotelbetrieb mit touristisch-kommerzieller Nutzung“ geführt und die Bildungsstätte damit zweckwidrig verwendet werde. Die KAS versuchte daraufhin wiederholt aber erfolglos, das Anwesen zu verkaufen. Der Rechnungshof verlangte fortan einen Mindestanteil der Einnahmen aus dem Tagungsbetrieb von 80 Prozent, sonst drohe die Rückzahlung der gesamten Fördersumme wegen Missbrauch von Fördermitteln. Schließlich wurde die Villa im Jahr 2004 vom Haushaltsausschuss des Deutschen Bundestags als Erinnerungsstätte von nationaler Bedeutung eingestuft, an deren Finanzierung sich auch der Bund beteiligen solle. Das Innenministerium verzichtete daraufhin auf die Rückforderung der Fördermittel für Kauf und Ausbau des Anwesens. Lediglich ein Teil des Zuschusses für Ausbau und Betriebskosten in Höhe von 244.000 Euro wurde von der KAS wegen „zweckfremder“ Nutzung zurückverlangt.
Unberührt blieb die Zusage des Bundes, weiterhin entsprechend dem durchschnittlichen Jahresanteil von Maßnahmen der politischen Bildung in der Villa bis zu 40 Prozent der Betriebskosten zu tragen. Dafür hat die KAS seit 1994 und nach Angaben per Stand 2005 jährlich im Schnitt rund 100.000 Euro vom Bund erhalten. Die Gesamthöhe der öffentlichen Förderzuwendungen für die Villa belief sich 2005 auf 5,3 Millionen Euro. Indes geriet das System der politischen Stiftungen in Deutschland und deren öffentliche Förderung wiederholt in Kritik von Öffentlichkeit und Medien, wobei sowohl die öffentlichen Zuwendungen an die Villa La Collina als auch deren „Konstruktion“ als „nationale Erinnerungsstätte auf ausländischem Boden“ mit thematisiert wurden.
Die Villa La Collina wird von der Konrad-Adenauer-Stiftung als „Internationale Begegnungs- und Konferenzsstätte für Politik, Wirtschaft und Kultur“ betrieben sowie als „individueller Tagungs- oder Urlaubsort“ beworben.

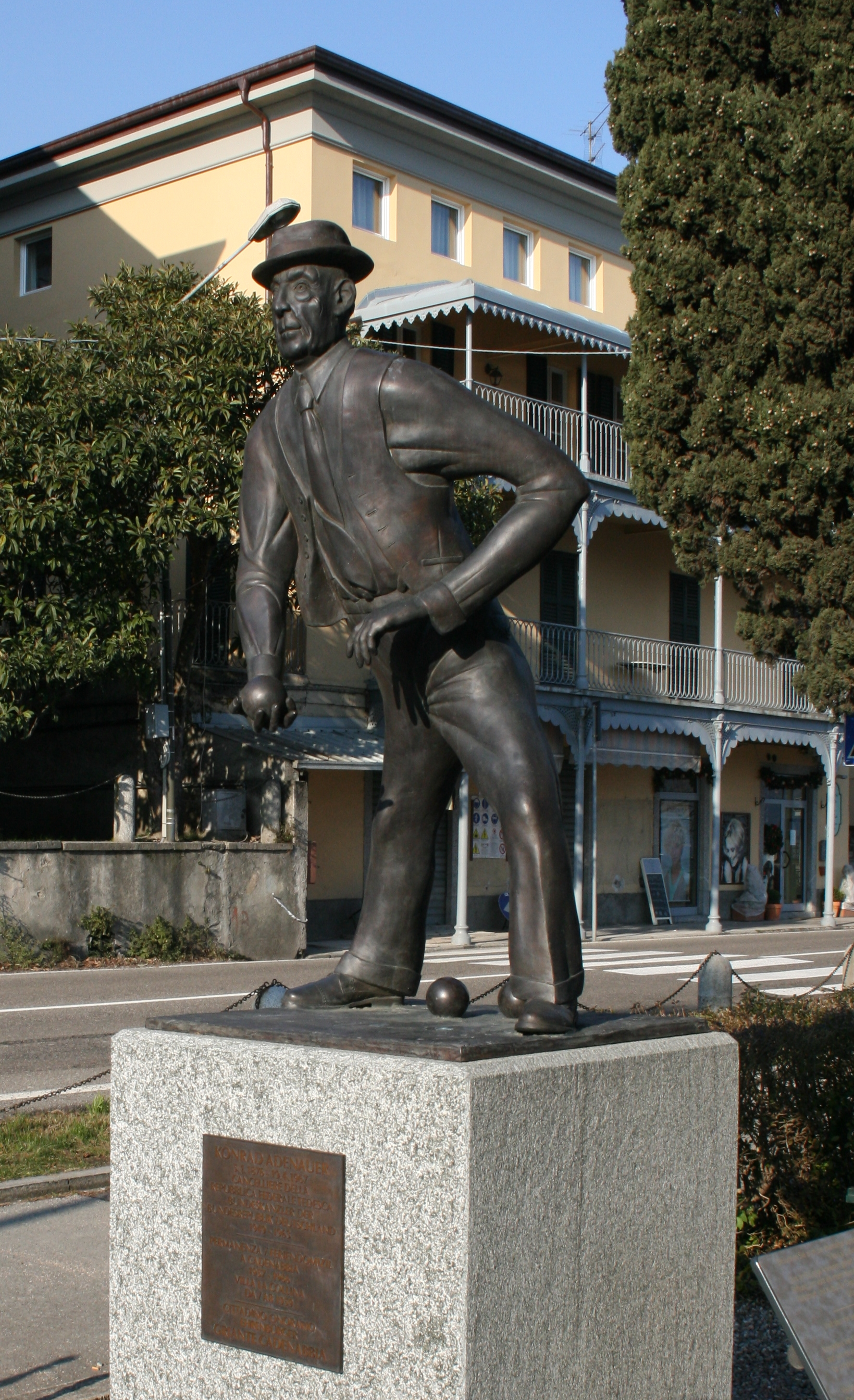
Konrad-Adenauer-Denkmal in Cadenabbia für den Urlauber und Ehrenbürger Konrad Adenauer von Hans Kloss (2007)